# Fredrik Ericsson (Alpinist)
Fredrik Ericsson (* 14. März 1975 in Sundsvall; † 6. August 2010 auf dem K2) war ein schwedischer Bergsteiger und Extremskifahrer. Er wuchs im schwedischen Umeå auf, verbrachte aber später den Großteil seiner Zeit in Chamonix.

## Leben
Im Sommer 2003 bestieg Ericsson den 7495 m hohen Pik Ismoil Somoni in Tadschikistan, 2004 gelang ihm am Shishapangma in Tibet als erstem Schweden die Abfahrt auf Skiern vom Gipfel eines Achttausenders. 2005 versuchte er zusammen mit dem Norweger Jörgen Aamot, den Laila Peak (6069 m) hinunterzufahren, was aber aufgrund schlechter Wetterbedingungen nicht wie geplant möglich war. Stattdessen begannen sie ihre Abfahrt auf einer Höhe von 5950 m. Damit waren sie dennoch die ersten Menschen, die je diesen Berg auf Skiern hinuntergefahren waren. Im selben Jahr gelang ihnen dies auch am Gasherbrum II, Ericssons zweitem Achttausender.
2007 kehrte Ericsson in den Himalaya zurück, wo er sich an seinem dritten Achttausender, dem 8167 m hohen Dhaulagiri in Nepal, versuchte. Wegen großer Schneemengen und gefährlicher Bedingungen musste er jedoch auf einer Höhe von etwa 8000 Metern umkehren und fuhr 3000 Meter talwärts ins Basislager.
Ericsson hatte eine Vorliebe, an ungewöhnlichen Orten Ski zu fahren, etwa auf Sizilien oder Spitzbergen. Er wirkte an verschiedenen Filmen mit, wie etwa der Dokumentation Skiing Everest und den Skifilmen Free Radicals 618 sowie Kong Vinter 3.

## Tod
Am 6. August 2010 begleitete Ericsson die österreichische Bergsteigerin Gerlinde Kaltenbrunner auf ihrem Weg zum Gipfel des K2. Der Extrem-Skifahrer hatte vor, die drei höchsten Berge der Welt, darunter den K2, mit Skiern zu befahren. In der Nacht vom 5. auf den 6. August brachen Ericsson, sein Freund Trey und Kaltenbrunner gemeinsam vom Lager auf der Schulter des K2 auf. Die Witterungsbedingungen waren schwierig, so dass der dritte Begleiter bald umkehrte. Gegen 8:10 Uhr meldete Kaltenbrunner, dass Ericsson abgestürzt sei. Er war wahrscheinlich beim Voranklettern ohne Seil im tiefen Schnee am „Flaschenhals“, der letzten gefährlichen Engstelle auf der Route zur Spitze, abgerutscht und hatte sich nicht mehr halten können. Kaltenbrunner stieg sofort ab, konnte ihn jedoch zunächst nicht finden. Während Kaltenbrunner weiter abstieg, begab sich der russische Bergsteiger Juri Jermatschek auf die Suche nach Ericsson. Er entdeckte dessen regungslosen Körper rund 1000 Meter unter der Absturzstelle, konnte die lawinengefährdete Fläche jedoch nicht überqueren. Nach Rücksprache mit Ericssons Vater entschied das Team, den Toten auf der Bergflanke zurückzulassen.